# Campeonato Africano de Atletismo de 2014 - 800 m feminino
A prova dos 800 metros feminino do Campeonato Africano de Atletismo de 2014 foi disputada entre os dias 13 e 14 de agosto de 2014 no Estádio de Marrakech  em Marrakech, no Marrocos. Participaram da prova 21 atletas. 

## Recordes
Antes desta competição, os recordes mundiais e do campeonato nesta prova eram os seguintes:
|                       | Nome                  | Nacionalidade   | Tempo     | Local   | Data                 |
| --------------------- | --------------------- | --------------- | --------- | ------- | -------------------- |
| Recorde mundial       | Jarmila Kratochvílová | Tchecoslováquia | 1m 53s 28 | Munique | 26 de julho de 1983  |
| Recorde do campeonato | Maria Mutola          | Moçambique      | 1m 56s 36 | Durban  | 27 de junho de 1993  |
| Recorde africano      | Pamela Jelimo         | Quênia          | 1m 54s 01 | Zurique | 29 de agosto de 2008 |

## Medalhistas
| Ouro                      | Prata                  | Bronze              |
| Eunice Jepkoech Sum (KEN) | Janeth Jepkosgei (KEN) | Agatha Jeruto (KEN) |

## Cronograma
Todos os horários são locais (UTC+1).
| Data         | Hora  | Evento  |
| ------------ | ----- | ------- |
| 13 de agosto | 18:15 | Bateria |
| 14 de agosto | 18:55 | Final   |

## Resultados

### Bateria
Qualificação: 2 atletas de cada bateria (Q) mais os 2 melhores qualificados (q).
| Posição | Bateria | Atleta              | Nacionalidade                  | Tempo   | Notas  |
| ------- | ------- | ------------------- | ------------------------------ | ------- | ------ |
| 1       | 2       | Agatha Jeruto       | Quênia                         | 1:59.88 | Q      |
| 2       | 2       | Malika Akkaoui      | Marrocos                       | 2:00.84 | Q      |
| 3       | 3       | Tigist Assefa       | Etiópia                        | 2:00.94 | Q      |
| 4       | 3       | Janeth Jepkosgei    | Quênia                         | 2:01.13 | Q      |
| 5       | 2       | Noelie Yarigo       | Benim                          | 2:02.09 | q      |
| 6       | 1       | Eunice Jepkoech Sum | Quênia                         | 2:02.43 | Q      |
| 7       | 2       | Selam Abrhaley      | Etiópia                        | 2:02.64 | q      |
| 8       | 1       | Lydiya Melese       | Etiópia                        | 2:03.15 | Q      |
| 9       | 2       | Martha Bissah       | Gana                           | 2:06.32 |        |
| 10      | 1       | Abiye David         | Nigéria                        | 2:08.58 |        |
| 11      | 3       | Liliane Nguetsa     | Camarões                       | 2:09.00 |        |
| 12      | 1       | Annabelle Lascar    | Ilhas Maurícias                | 2:11.56 |        |
| 13      | 3       | Haifa Tarchoun      | Tunísia                        | 2:16.44 |        |
| 14      | 1       | Lea Manirankunda    | Burundi                        | 2:19.98 |        |
| 15      | 1       | Sarah Nguiet        | República do Congo             | 2:33.44 |        |
| 16      | 3       | Oumou Diarra        | Mali                           | DSQ     | R163.5 |
| 17      | 1       | Sara Souhi          | Marrocos                       | DNF     |        |
| 17      | 3       | Siham Hilali        | Marrocos                       | DNF     |        |
| 18      | 2       | Felismina Cavela    | Angola                         | DNS     |        |
| 18      | 2       | Winnie Nanyondo     | Uganda                         | DNS     |        |
| 18      | 3       | Mireille Tshakwiza  | República Democrática do Congo | DNS     |        |

### Final
| Posição           | Atleta              | Nacionalidade | Tempo   | Notas |
| ----------------- | ------------------- | ------------- | ------- | ----- |
| Medalha de ouro   | Eunice Jepkoech Sum | Quênia        | 1:59.45 |       |
| Medalha de prata  | Janeth Jepkosgei    | Quênia        | 1:59.74 |       |
| Medalha de bronze | Agatha Jeruto       | Quênia        | 1:59.84 |       |
| 4                 | Tigist Assefa       | Etiópia       | 2:00.43 |       |
| 5                 | Noelie Yarigo       | Benim         | 2:01.64 |       |
| 6                 | Malika Akkaoui      | Marrocos      | 2:02.63 |       |
| 7                 | Selam Abrhaley      | Etiópia       | 2:03.03 |       |
| 8                 | Lydiya Melese       | Etiópia       | 2:03.52 |       |

Legenda
| Recorde mundial       | Recorde mundial (World record)               |                       | Recorde africano                      | Recorde africano (African) |                                           | Q | Classificado por posição (Qualified) |
| Recorde do campeonato | Recorde do campeonato (Championship record)  | Recorde da América    | Recorde da América (Americas)         | q                          | Classificado por melhor tempo (Qualified) |   |                                      |
| Melhor marca do ano   | Melhor marca do ano (World leading)          | Recorde asiático      | Recorde asiático (Asian)              | DNS                        | Não largou (Did not start)                |   |                                      |
| Recorde nacional      | Recorde nacional (National record)           | Recorde europeu       | Recorde europeu (European)            | DNF                        | Não terminou (Did not finish)             |   |                                      |
| Recorde pessoal       | Recorde pessoal do atleta (Personal best)    | Recorde da Oceania    | Recorde da Oceania (Oceania)          | DSQ / DQ                   | Desclassificado (Disqualified)            |   |                                      |
| Recorde da temporada  | Recorde da temporada do atleta (Season best) | Recorde sul-americano | Recorde sul-americano (South America) | NM                         | Sem marca (No mark)                       |   |                                      |